# SBB Ae 4/8

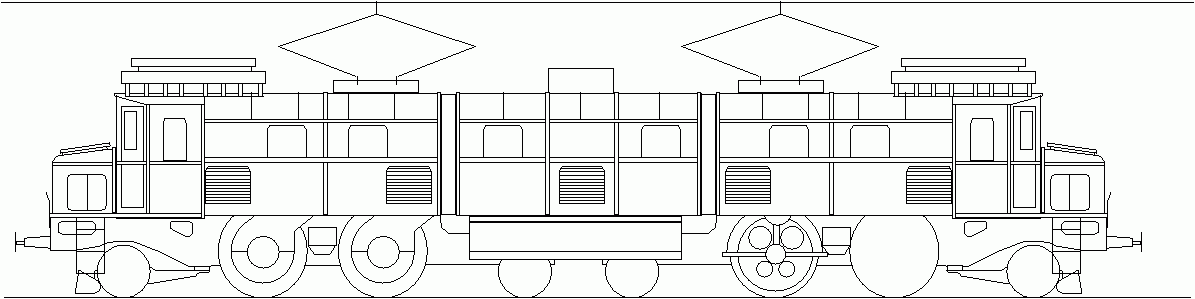
Zeichnung der SBB Ae 4/8 11300

Die Ae 4/8 war eine zur Erprobung des elektrischen Betriebes beschaffte Prototyplokomotive der Schweizerischen Bundesbahnen (SBB). Die Lokomotive war mit zwei verschiedenen Antrieben ausgerüstet – deshalb auch der Übername Bastard. Wegen des dreiteiligen Lokkastens erhielt sie zudem die Übernamen Tatzelwurm und Feldschlange.

## Vorgeschichte
Während des Ersten Weltkriegs beschlossen die SBB, möglichst rasch den elektrischen Betrieb auf den Hauptstrecken einzuführen, um so von den Kohlenlieferungen der kriegsführenden Nachbarländer unabhängig zu werden. Da die Technologie des elektrischen Eisenbahnbetriebes noch neu war, musste zuerst nach einer geeigneten Lokomotivkonstruktion gesucht werden.
Die SBB beschafften deshalb mehrere Probelokomotiven. Neben den Lokomotiven Fb 3/5 11201, Fb 2x2/3 11301, Fb 2x2/3 11302 und Fc 2x3/4 mit Antrieb über Kuppelstangen, beschafften die SBB bereits 1918 auch die Versuchslokomotive Fb 2/5 mit Einzelachsantrieb. Für die Durchführung einer Erprobung im Betriebseinsatz war diese Lokomotive aber zu schwach und zu langsam. Deswegen bestellten die SBB schon 1919 eine zweite Probelokomotive mit Einzelachsantrieb bei SLM und BBC. Wie die Fb 2x2/3-Lokomotiven sollte auch diese Probelokomotive vier Triebachsen aufweisen. Das Pflichtenheft entsprach demjenigen der Fb 2x2/3, verlangte aber für den Einsatz im Schnellzugdienst eine Höchstgeschwindigkeit von 90 km/h.

## Konstruktion

### Mechanische Konstruktion
Die Ae 4/8 wurde von Beginn an mit zwei Laufachsen mehr geplant als die Fb 2x2/3, weil diese die Achslast von 20 t schon vollständig ausnutzte und die Motoren der Ae 4/8 schwerer waren als diejenigen der Fb 2x2/3. Im Gegensatz zu der Drehgestelllokomotive Fb 2x2/3 wurde die Ae 4/8 als Rahmenlokomotive mit dreiteiligem Lokomotivkasten ausgeführt. Die gelenkige Konstruktion erlaubte trotz der im Lokomotivkasten untergebrachten Fahrmotoren eine gute Kurvengängigkeit. Wegen ihrer Bauart erhielt die Lokomotive auch die Übernamen Tatzelwurm und Feldschlange.
Die Lokomotive bestand aus drei mit Faltenbälgen verbundenen Kasten, wovon die beiden Endkasten kleine Vorbauten hatten. Das Untergestell bestand aus zwei kurzgekuppelten Rahmen, wovon jeder zwei Triebachsen, eine vorlaufende Bisselachse und eine nachlaufende Adamsachse hatte. Die Rahmen waren wie bei den Be 4/7 mit einer gefederten Zugstange und zwei Notkupplungen direkt miteinander verbunden. Während die Endkasten fest auf den Rahmen gelagert waren, sass der mittlere Kasten auf einer Brücke, welche an der Übertragung der Zug- und Stosskräfte nicht beteiligt war. Die Brücke stützte sich über Drehzapfen und horizontale Federn zwischen den inneren Triebachsen und den Adamsachsen auf den Rahmen ab.
Im mittleren Teil der Lokomotive war der Transformator montiert. Zum Ausbau desselben konnte das Dach des Mittelteils entfernt werden. Die Dächer der äusseren Teile konnten längs rechts und links einzeln ausgebaut werden. Die Seitenelemente konnten in einzelnen Teilen ausgebaut werden. Der mittlere Kastenteil konnte als ganzes abgehoben werden. Im Vorbau vor dem Führerstand I befanden sich zwei Kolbenkompressoren. Der Vorbau auf Führerstandsseite II enthielt den Bremstransformator, eine Schlittenwinde und eine Werkzeugkiste.
Die Lokomotive war mit vier gleichen, fest mit dem Rahmen verschraubten Fahrmotoren ausgerüstet. Die Einzelachsantriebe waren aber bei den beiden Rahmenteilen unterschiedlich, weshalb die Lokomotive auch als Bastard bezeichnet wurde. Auf der Lokomotivseite I waren Tschanz-Antriebe montiert, auf der Lokomotivseite II Buchli-Antriebe. Die Tschanz-Antriebe nutzten als wesentliche Merkmal eine Kardanwelle zur Übertragung des Drehmomentes zwischen dem ungefederten Getriebe und der gefederten Triebachse. Im Gegensatz zu der Ausführung bei der Fb 2/5 wurde die Antriebsachse nicht hohl ausgeführt. Die Kardanwelle wurde lediglich durch die kurze Hohlwelle des letzten Getriebezahnrades geführt und direkt aussen an die Antriebsachse angeflanscht. Auf der Lokomotivseite II waren einseitige BBC-Antriebe (Buchli-Antriebe) montiert. Wegen des grossen Gewichtes dieser Antriebe waren diese aber, anders als auf der Lokomotivseite I, seitenversetzt angeordnet. Auf eine beidseitige Anordnung des Antriebes wie bei der Fb 2/5 wurde verzichtet.
Die Lokomotive wurde wie folgt gebremst:
- Triebachsen beidseitig gebremst
- innere Laufachsen einseitig gebremst
- äussere Laufachsen ungebremst
- ein Bremsgestänge pro Lokomotivhälfte
- automatische Druckluftbremse mit einlösigen Steuerventilen System Westinghouse.
- direkt wirkende Regulierbremse
- Handbremse in jedem Führerstand auf das zugehörige Drehgestell Die Ae 4/8 war während ihrer ganzen Lebenszeit nie mit geteilten Bremsklötzen oder automatischen Bremsgestängestellern ausgerüstet.
- eine elektrische Bremse war vorhanden (s. elektrischer Teil)

Das Gesamtgewicht der Lokomotive von 127 t, übrigens das gleiche der später gebauten Ae 4/7, verteilt auf total 8 Achsen hatte eine maximale Achslast von 18,6 t bei den Triebachsen zur Folge. Die Limite von 20 t war damit erfüllt. Im Übrigen war die Lastverteilung auf die einzelnen Lauf- und Triebachsen aber recht unharmonisch, wobei sich der Lokomotivteil I durch deutlich höhere Achslasten auszeichnete. Nachfolgend sind die Achslasten, angefangen bei der äusseren Bisselachse des Lokomotivteils I aufgeführt: 14,0 t – 18,3 t – 18,6 t – 14,5 t – 14,2 t – 18,1 t – 17,9 t – 11,2 t
Die Sandstreueinrichtung hatte deshalb besondere Bedeutung. Jedes Triebrad konnte mit Druckluft in beiden Fahrtrichtungen mit Sand bestreut werden.

### Elektrische Konstruktion
Der elektrische Teil wurde von der Be 4/6 12303 übernommen. Es bestanden dabei folgende Unterschiede:
- höhere Leistung der Fahrmotoren (Stundenleistung 4 × 490 kW anstatt 4 × 370 kW)
- elektrische Bremse wie Be 4/6 12313 und nachfolgende

Transformator, Ölhauptschalter und Stufenschalter waren im Mittelkasten untergebracht. Die Energiezufuhr aus der Fahrleitung erfolgte über die beiden Scherenstromabnehmer auf den Endkasten. Im Betrieb mussten anfänglich immer beide Stromabnehmer gehoben werden, weil diese ursprünglich nur mit einer einfachen Schleifleiste ohne Wippe ausgerüstet waren. Vor den Stromabnehmern über den Führerständen befanden sich die Aufbauten für die Wendepolshunts und die Bremswiderstände.
Am Transformator befand sich der 18-stufige BBC-Flachbahnstufenschalter, der durch einen batteriegespiesenen Gleichstrommotor angetrieben wurde. Der Stufenschalter wurde am Anfang durch eine Kurbel, später durch ein Handrad angesteuert. Der Handbetrieb des Stufenschalters war möglich, aber nur im Innern am Stufenschalter selbst.
Die Kühlung des Transformatorenöls erfolgte über Kühlrohre, die beidseitig unterhalb des mittleren Kastenteils angeordnet waren. Für die Zirkulation des Öls war eine Ölpumpe vorhanden. Jedes der Rohrsysteme war in einen Schacht eingebaut. Durch diese presste je ein Ventilator vom Lokomotivinnern angesaugte Luft.
Die Fahrmotoren in den Endkasten waren jeweils in Serie geschaltet. Die Arretierung des jeweiligen Wendeschalters erlaubte die Abtrennung einer Lokomotivseite.
Als elektrische Bremse war eine wechselstromerregte Widerstandsbremse vorhanden. Die Bremswiderstände befanden sich, vom Fahrtwind gekühlt, über den zwei Führerständen, zusammen mit den Wendpolshunts.
Folgende Hilfsbetriebe waren vorhanden:
- zwei Kompressoren
- eine Umformergruppe für die Batterieladung
- ein gemeinsamer Ventilator für die beiden Fahrmotoren mit Tschanz-Antrieb
- zwei Ventilatoren mit gemeinsamem Antriebsmotor für die Fahrmotoren mit dem BBC-Antrieb
- eine Ölpumpe
- Führerstandsheizung

## Betriebseinsatz

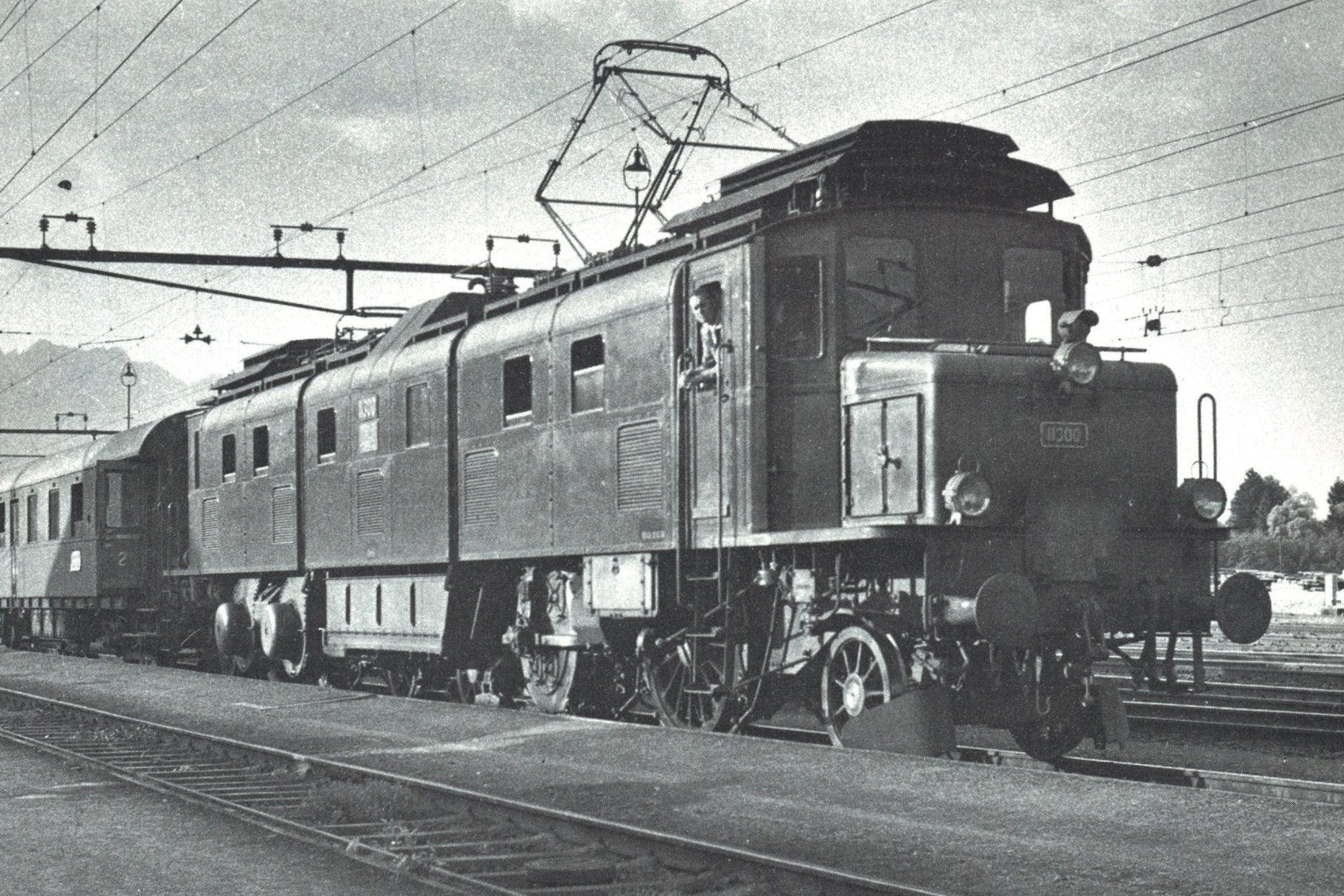
Die Ae 4/8 vor einem Zug in den 1920er

Zu Beginn der elektrischen Traktion war der Anblick von Elektroloks noch ungewohnt für die Eisenbahner. Die Lüftungsgitter erinnerten an Runzeln, weshalb die Lokomotive auch bald den Übernamen Großmutter erhielt.
Nach der Ablieferung im März 1922 wurde die Lokomotive zuerst auf der Strecke Bern – Thun eingesetzt, da diese als erste Strecke der SBB mit 15 kV 16 ⅔ Hz elektrifiziert worden war. Zu einem Einsatz der Lokomotive auf der Lötschbergbahn im Anschluss von Thun nach Brig wie bei den Probelokomotiven mit Stangenantrieb kam es aber nie. In Bern war die Lokomotive aber nicht lange beheimatet. Es folgte bald eine mehrjährige Versuchsphase ohne Umlaufpläne, auch auf der Gotthardstrecke.
1925 erfolgte die Umteilung der Lokomotive zum Depot Basel. Diese Depotzuteilung wurde bis zur Ausserbetriebsetzung der Lokomotive nicht mehr geändert.
Im Jahre 1927 bestand ein Dienstplan, in dem die Ae 4/8 zusammen mit Ae 4/7 zwei Schnellzugpaaren Basel – Zürich und zurück mit einer Tagesleistung von 416 km zugeteilt war. Bald danach verschwand die Ae 4/8 wieder von den Einsatzplänen. Mit ihrer Belastungsnorm, die etwa 90 % der Ae 4/7 betrug, war sie universell einsetzbar. Mit ihrer Höchstgeschwindigkeit von 90 km/h konnte sie auch Schnellzüge führen. Sie wurde deshalb häufig für Doppelführungen eingesetzt und kam in dieser Funktion oft auch nach Zürich, Chur, Luzern, Bern und auch Spiez.
Normalerweise führte die Ae 4/8 aber Güterzüge nach Bern und Winterthur. In den letzten Jahren folgten Dienste Basel – Zürich – Winterthur, dann Personenzug Olten und Güterzug Solothurn. 1961 wurden in den Tschanz-Antrieben sogar neue Zahnräder eingebaut.
Am 7. Oktober 1964 rapportierte ein Lokomotivführer Stufenschalter-Überschläge. In der Folge wurde die Lokomotive in die Hauptwerkstätte Zürich abgeschleppt. Diese hatte aber wegen der EXPO 64 zu viele andere Aufgaben. Deshalb wurde die Ae 4/8 vorerst einmal abgestellt. Da die Generaldirektion der SBB in Bern versprochen hatte, nach der EXPO 64 die Veteranen auszumustern, wurde die Ae 4/8 umgehend abgebrochen.
Die technische Bedeutung der Lokomotive war gering. Zum Zeitpunkt der Ablieferung der Ae 4/8 waren die sechs Be 4/7 mit dem Westinghouse-Antrieb und die ersten Ae 3/6I mit dem BBC-Antrieb bereits in Betrieb. Der Tschanz-Antrieb wurde wegen seiner Komplexität nicht weitergebaut. Erstaunlicherweise wurden die letzten Teile dieses Antriebes erst 1967 in der Hauptwerkstätte Zürich verschrottet.

## Das äusserliche Erscheinungsbild
Die Lokomotive trug ursprünglich – wie viele Elektrolokomotiven der SBB – einen braunen Anstrich, der später durch einen grünen ersetzt wurde. Bei ihrer Beschaffung 1922 wurde sie als Ae 4/8 11000 bezeichnet, 1929 wurde die Betriebsnummer in 11300 geändert. Dieselbe Nummer erhielt später eine SBB Re 4/4 II.